# Baryscapus endemus
Baryscapus endemus är en stekelart som först beskrevs av Walker 1839.  Baryscapus endemus ingår i släktet Baryscapus och familjen finglanssteklar. Arten är reproducerande i Sverige. Inga underarter finns listade.